# Martin-Opitz-Bibliothek

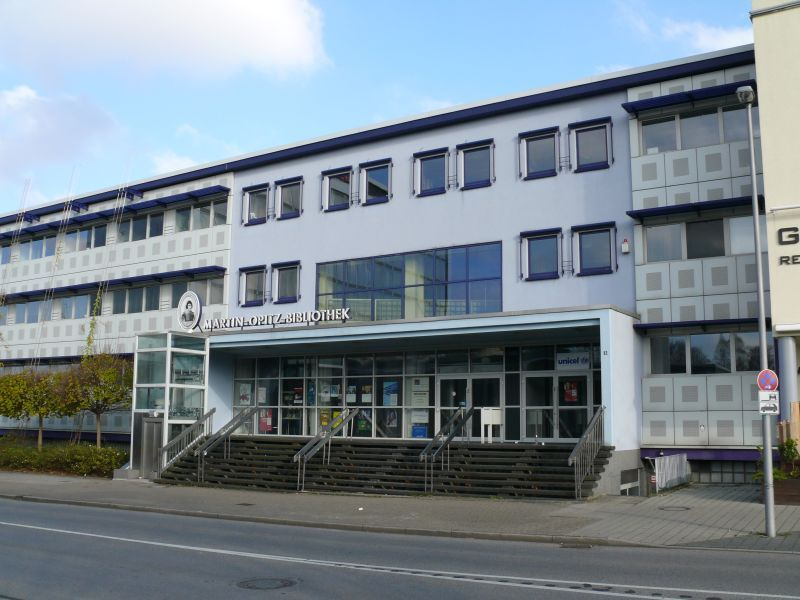
Martin-Opitz-Bibliothek

Die Martin-Opitz-Bibliothek in Herne ist die zentrale Bibliothek zur deutschen Kultur und Geschichte im östlichen Europa. Sie sammelt Literatur aus dem gesamten Raum Ostmittel-, Ost- und Südosteuropas. Der Schwerpunkt der Sammlungen liegt dabei auf den Regionen im heutigen Westen Polens und dem Kaliningrader Gebiet – dem historischen Ostdeutschland.

## Geschichte
Benannt wurde die Bibliothek nach Martin Opitz (1597–1639), einem Dichter und Literaturtheoretiker des Barock. Am 25. September 1989 errichteten das Land Nordrhein-Westfalen und die Stadt Herne unter finanzieller Beteiligung der Bundesrepublik Deutschland die Stiftung Martin-Opitz-Bibliothek. Grundlage ihrer Arbeit waren rund 80.000 Bände an Büchern und Zeitschriften, die sie von der – seit 1948 von der Stadt Herne unterhaltenen – Bücherei des Deutschen Ostens übernahm. Seit dem 28. September 2021 ist die Martin-Opitz-Bibliothek ein An-Institut der Ruhr-Universität-Bochum.

## Bestand
Mit ca. 360.000 Titeln, ca. 12.000 Periodika (davon ca. 560 laufend gehaltenen) und ca. 10.000 Landkarten ist die Martin-Opitz-Bibliothek die größte einschlägige Spezialbibliothek in Deutschland. Sie übernimmt für das regionale Sammelgebiet die Funktion einer Zentralbibliothek. Sie versteht sich als Service-Einrichtung und bietet u. a. einen zeitgemäßen Digitalisierungsservice an.

## Digitalisierung
Seit November 2012 ist die Martin-Opitz-Bibliothek assoziiertes Mitglied im EBooks-on-Demand-Netzwerk und bietet in diesem Rahmen die Möglichkeit an, Bücher mit Erscheinungsjahr bis 1900 nach Wunsch digitalisieren zu lassen. Der elektronische Lesesaal der Martin-Opitz-Bibliothek, der in die Deutsche Digitale Bibliothek eingebettet ist, umfasst über 7.000 digitale Dokumente, darunter Monographien, Periodika, Karten, Ansichtskarten und weitere Materialien. Sämtliche Digitalisate sind mit Strukturdaten erschlossen.

## Sammlungen
Neben Büchern in deutscher Sprache gehören auch solche in russischer und polnischer Sprache sowie in allen anderen Sprachen der Bezugsregionen zum Sammlungsbestand. Die Benutzung ist für Besucher kostenlos.

### Sammelschwerpunkte
- Geschichte (einschließlich Orts- und Familiengeschichte, Historische Landeskunde, Kirchen- und Religionsgeschichte)
- Schöngeistige Literatur deutschsprachiger Autoren aus den genannten Regionen einschließlich der einschlägigen germanistischen Forschung
- Geschichte der deutschen Vertriebenen und ihre literarischen Zeugnisse
- Migrations- und Minderheitenforschung

### Archivalische Bestände
In der Bibliothek befinden sich neben dem Vereinsarchiv der Arbeitsgemeinschaft ostdeutscher Familienforscher auch die neueren Zugänge des Vereins an genealogischen Büchern und Zeitschriften (seit 1981) sowie zahlreiche weitere Vor- und Nachlässe. Darüber hinaus befinden sich in der Martin-Opitz-Bibliothek das Archiv der Deutschen aus Mittelpolen und Wolhynien, das Galiziendeutsche Archiv sowie das Archiv des Historischen Vereins Wolhynien.

## Förderung
Die Bibliothek wird heute von der Stadt Herne und zu ca. 70 Prozent nach § 96 BVFG vom Bund gefördert.
Die Bundesförderung betrug 1992 319 000 DM, 1993 361 000 DM.